# Friedhof Eichbühl

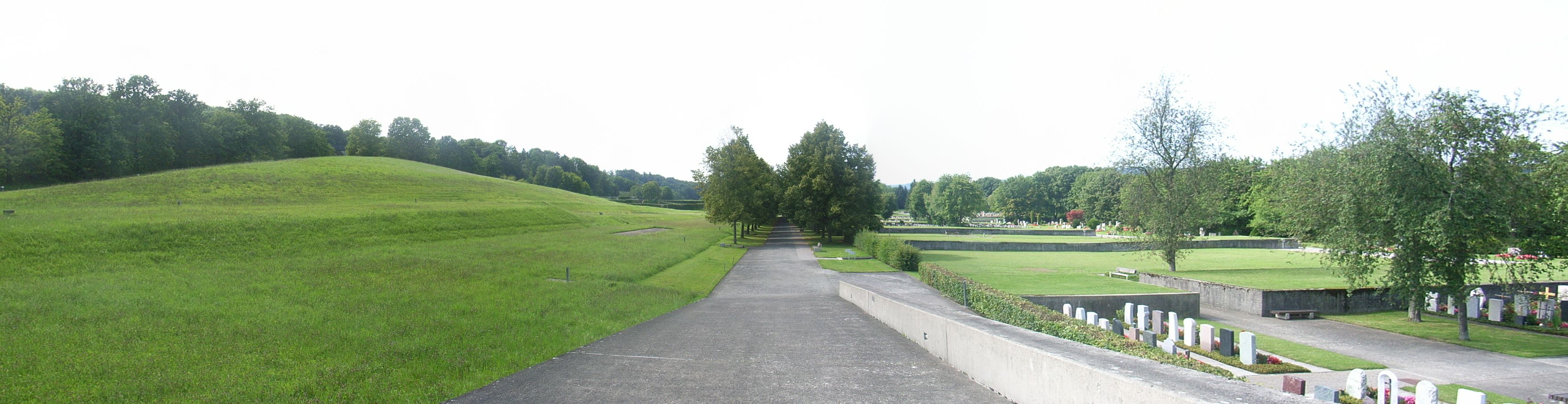
Panorama Richtung Norden

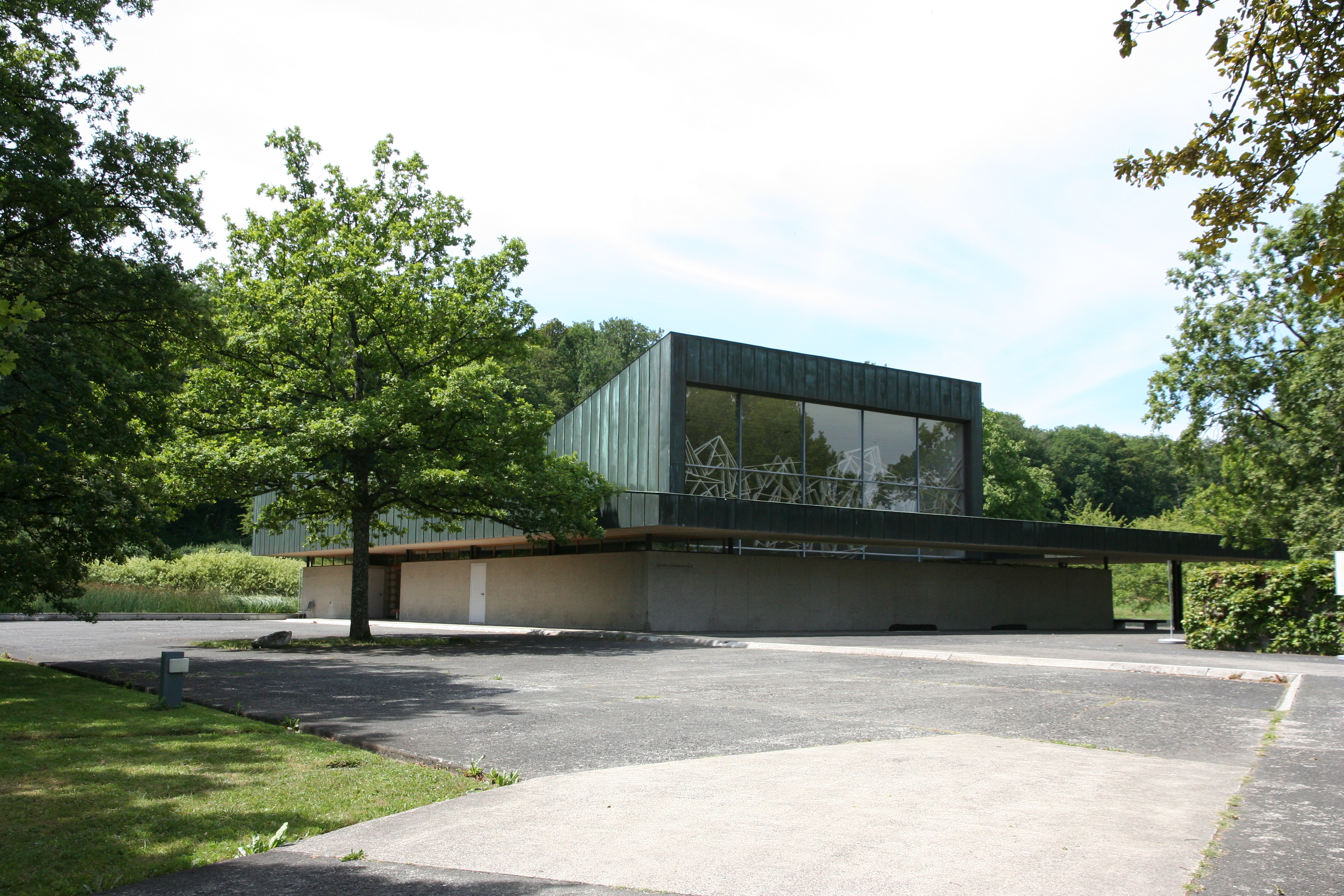
Die Friedhofskapelle am höchsten Punkt der Anlage

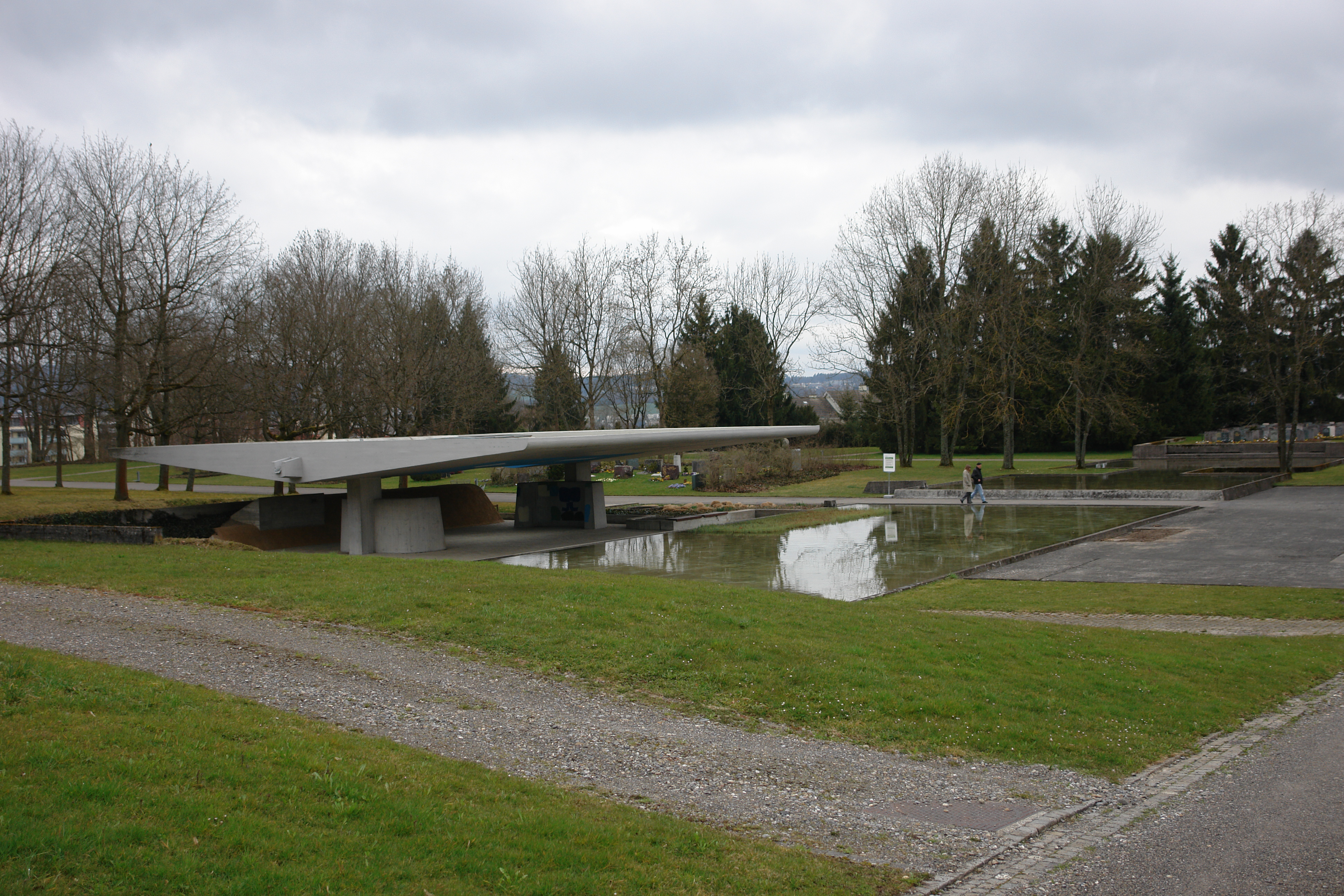
Der Unterstand – oder Pavillon – am Nordeingang vor 2015

Der Friedhof Eichbühl ist ein Friedhof im Stadtteil Altstetten, im Westen von Zürich. Er liegt am flachen Hang des Buechhogers, des nördlichsten Ausläufers der Albis-Kette und des Uetliberg.

## Geschichte
1956 erfolgte die Ausschreibung eines öffentlichen Projektwettbewerbes für diesen drittjüngsten und flächenmässig zweitgrössten Zürcher Friedhof. Der Landschaftsarchitekt Fred Eicher gewann 1958 zusammen mit Ernst Graf den Wettbewerb zur Gestaltung der Gartenanlage. Für die Bauten war das Architektenteam Hans und Annemarie Hubacher und Issler verantwortlich.

## Areal und Bauten
Der Friedhof Eichbühl wurde in Nachbarschaft der älteren Friedhöfe Albisrieden und Altstetten realisiert und ergänzt diese beiden Quartierfriedhöfe, die aufgrund des Bevölkerungswachstums an ihre Kapazitätsgrenzen gekommen waren.
Durch die Topografie ist dem Friedhof seine rechteckige, von Südost nach Nordwest verlaufende Ausrichtung vorgegeben. Von der Friedhofstrasse her durchschreitet der Besucher das monumentale Portal, von wo aus sich zwei Längsachsen durch das Gelände erstrecken. Bergwärts führt die eine nach Südwesten zur Abdankungshalle hinauf und von dort als Höhenweg weiter. Die andere Längsachse erstreckt sich über eine Betonrampe durch die Hauptallee bis zum beim Salzweg gelegenen Unterstand samt Brunnenbassin. Eine dritte Achse führt entlang der östlichen Grenze des Friedhofs und erschliesst die sechs von Betonmauern umfassten Grabfelder für Erdbestattungen.
Einer der Kerngedanken des Landschaftsarchitekten Fred Eicher war, die Ausläufer des Uetliberges aufzunehmen und sie in Wellenbewegungen durch den Friedhof über den Hauptweg hinweg bis in die Erdsporne bei den Erdbestattungsfeldern fliessen zu lassen.

## Besonderheit
Wie der Friedhof Schwandenholz im Norden von Zürich besitzt auch der Friedhof Eichbühl Landreserven für Bestattungen in einem Katastrophenfall. Die Landreserven sind auf beiden Seiten des Weges vom Haupteingang zur Abdankungskapelle angesiedelt; die Vorbereitungen für Bestattungsfelder sind im Gefälle des Hügels auf der Nordseite des Weges zur Abdankungskapelle gut zu erkennen.

## Würdigung
Der Friedhof Eichbühl gilt unter Fachleuten als eines der bedeutendsten Werke moderner Schweizerischer Landschaftsarchitektur. Er beeindruckt durch einen aussergewöhnlich grosszügigen Umgang mit dem vorhandenen Raum und den gekonnten Einsatz von Formen und Linien. Gartenanlagen mit einer solch weitläufigen Räumlichkeit findet man in der Schweiz sonst kaum. Nach einer Volksabstimmung im Jahr 1963 über den Baukredit wurde die Friedhofanlage in den Jahren 1963–1966 fertiggestellt, etwas später wurden die Hochbauten vollendet, sodass der Friedhof Eichbühl 1968 eingeweiht werden konnte. 1985 erarbeitete der Landschaftsarchitekt Balz Hoffman ein neues Bepflanzungskonzept, in den frühen Neunzigerjahren fand eine Rückbesinnung auf das ursprüngliche Konzept statt.
Besondere Aufmerksamkeit verdienen auch die Hochbauten, die sich gekonnt in die Anlage einfügen. Die Friedhofskapelle wurde auf dem höchsten Punkt platziert. Diese spiegelt mit ihren behauenen Betonwänden und der Holzskulptur in der himmelwärts gewandten Glasfront den Stil der 1960er-Jahre wider. Die Aufbahrung ist mit ihren Aufbahrungs-Zellen in rotbraunem Tropenholz und mittelbraunen Wandkacheln würdig und ruhig gestaltet. Im hinteren Teil der Anlage befindet sich der Unterstand, ein grosses Betondach, das auf zwei kleinen Pfosten ruht. Es erinnert in seiner ungewöhnlichen Form an die Bauten von Le Corbusier.
2004 erhielt Fred Eicher den Schulthess Gartenpreis als Würdigung seines Schaffens. Obwohl er zwischen 1959 und 1995 Hunderte von Gartenanlagen im In- und Ausland realisierte, wird der Friedhof Eichbühl als sein wichtigstes Werk bezeichnet.

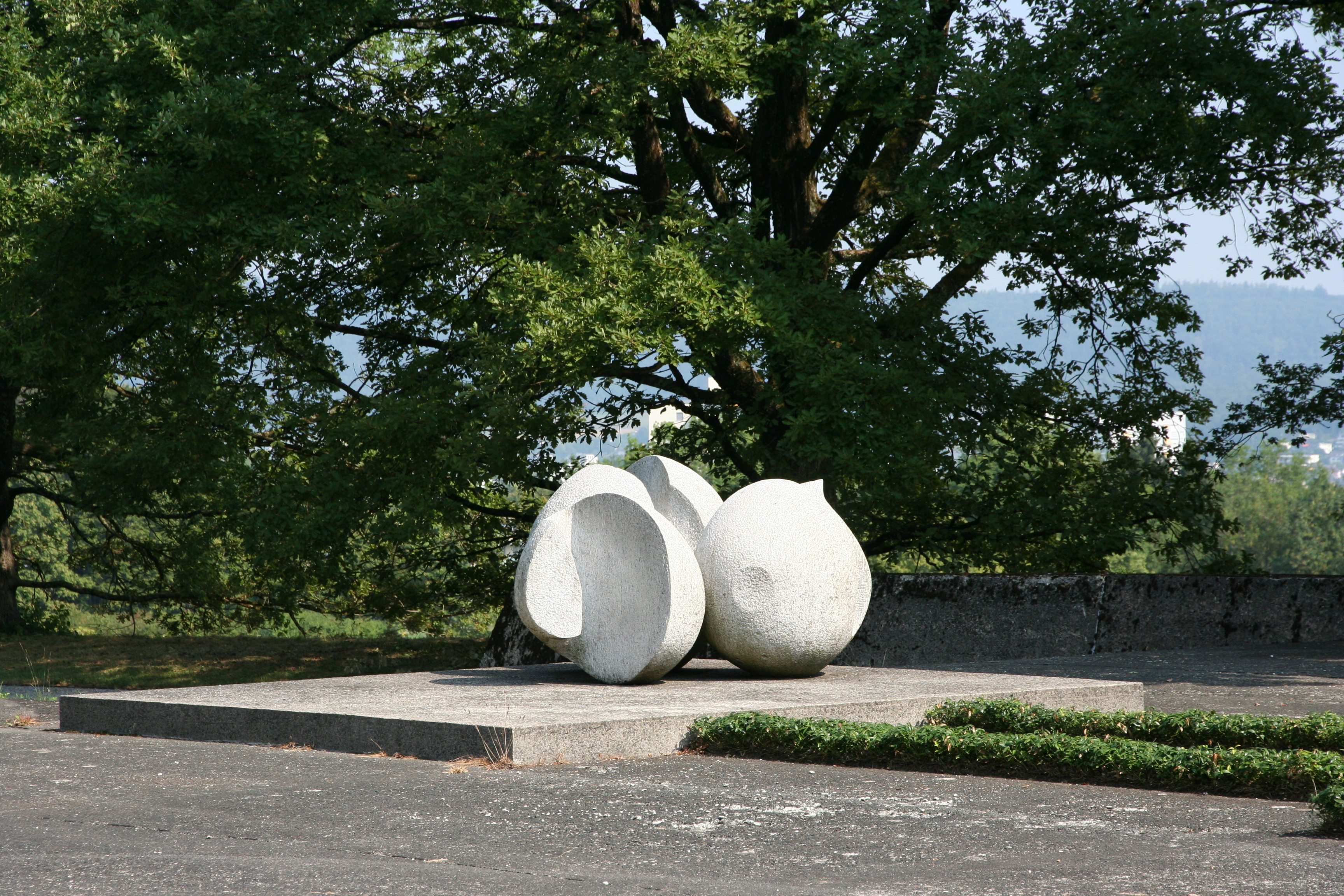
Drei korrespondierende Rundformen von Robert Lienhard
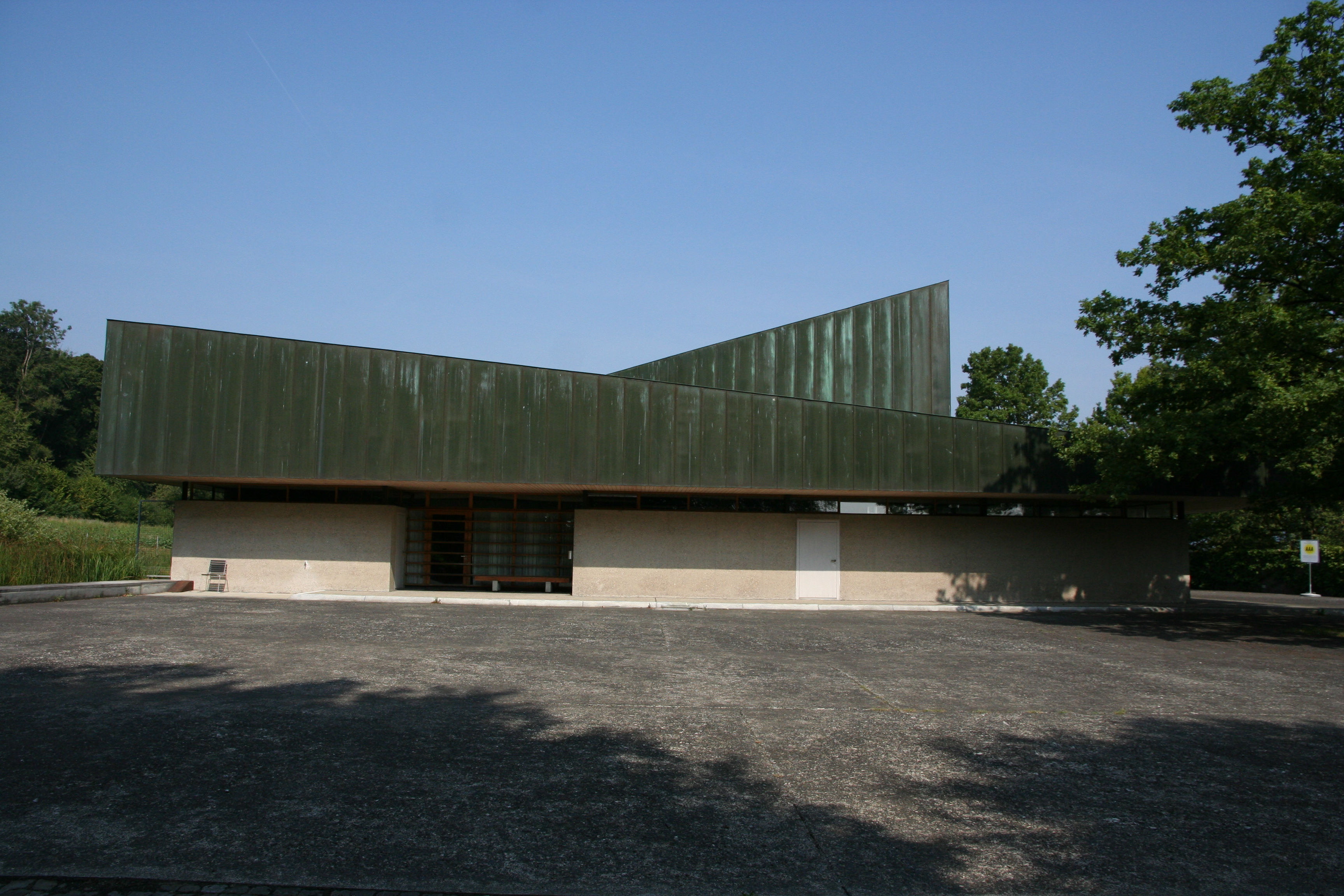
Friedhofskapelle von Hans Hubacher
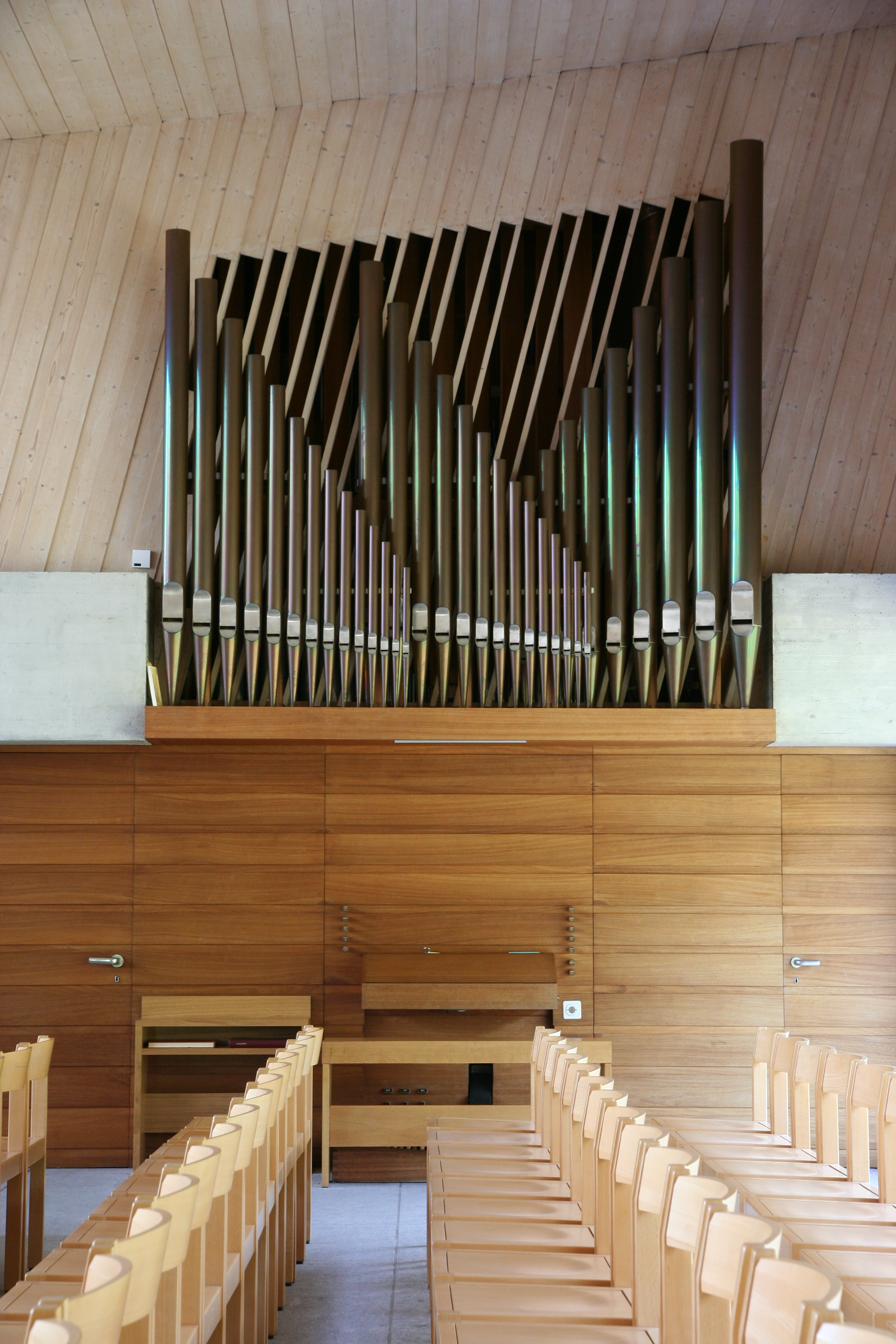
Orgel in der Kapelle
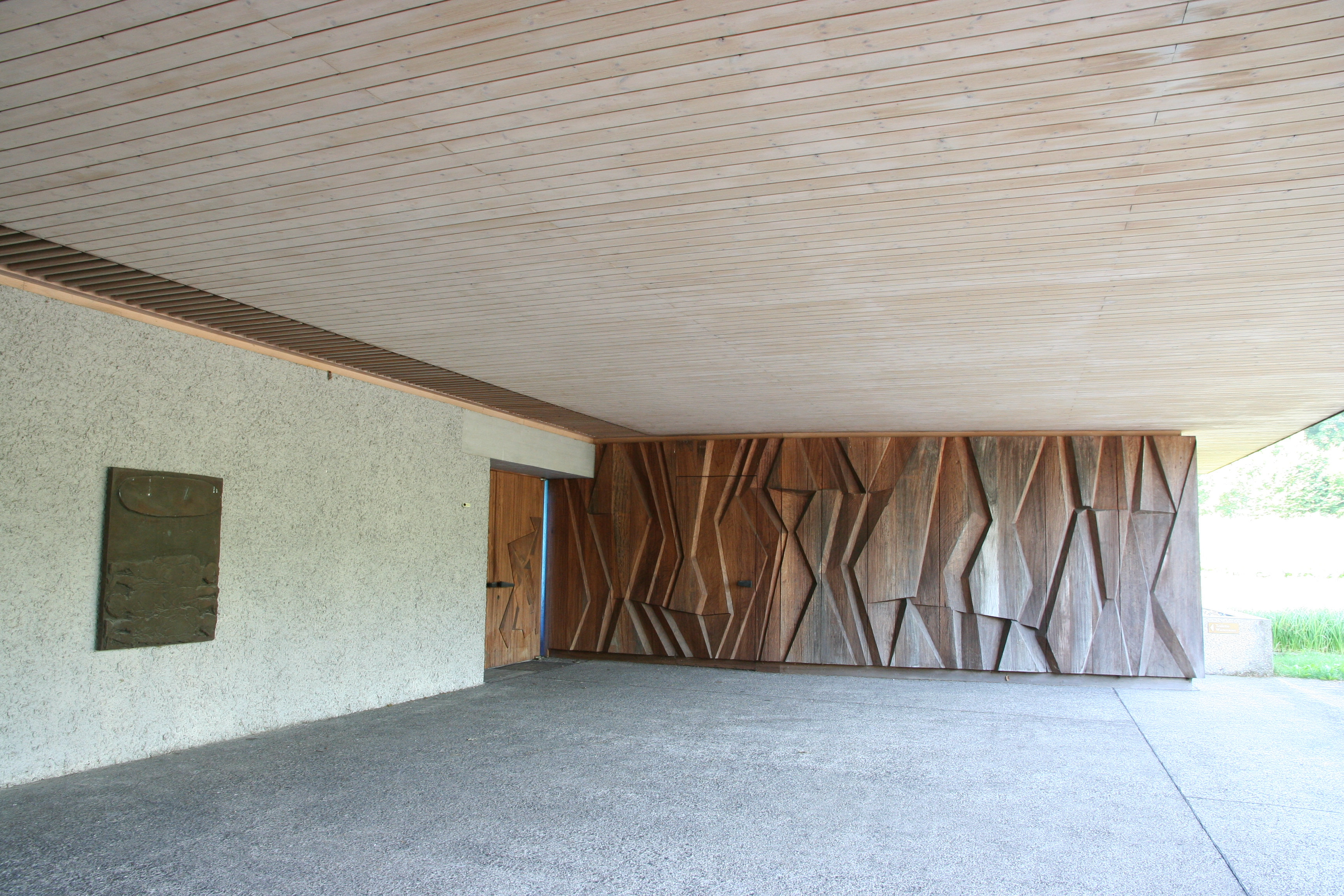
Reliefwand von Robert Lienhard, Relief von Otto Müller

## Grabstätten bedeutender Persönlichkeiten
Der Friedhof Eichbühl ist die letzte Ruhestätte von:
- Jakob Andreff, 1919–1976, Clown
- Edwin Frech-Schmid, 1916–1988, Stadtrat von Zürich
- Gino Mäder, 1997–2023, Radsportler

## Schauplatz von AAA – Art Albisrieden Altstetten

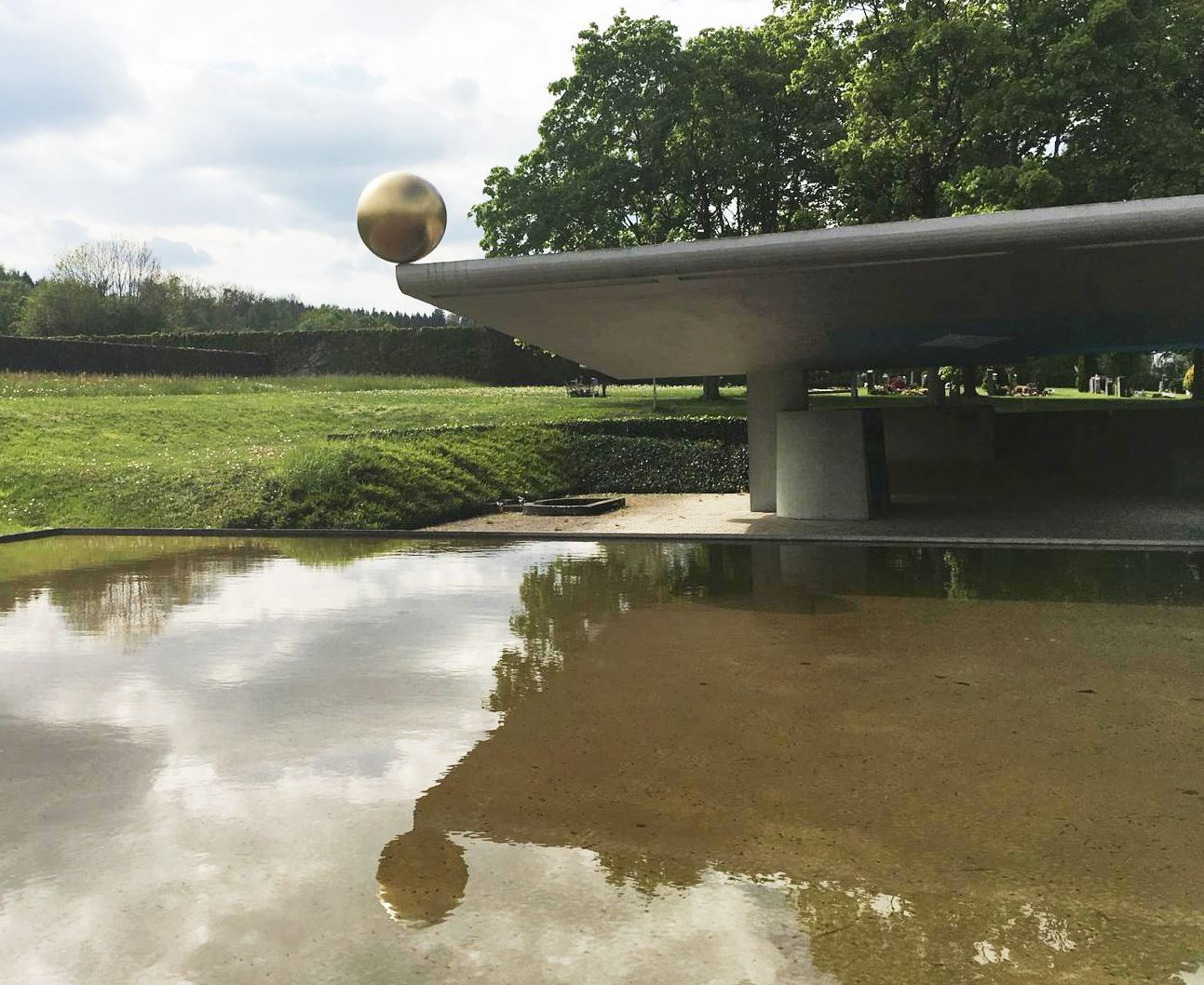
Enjoy the silence, 2015, Ana Roldáns Kugel auf dem Pavillon

2015 war der Zürcher Kreis 9 Schauplatz der Ausstellung von Kunst im öffentlichen Raum AAA – Art Altstetten Albisrieden mit 30 Kunstwerken, kuratiert von Christoph Doswald, dem damaligen Vorsitzender der städtischen Arbeitsgruppe Kunst im öffentlichen Raum (KiöR). Ein Schwerpunkt war der Friedhof Eichbühl, wo die Künstler Wolfgang Laib, Olaf Nicolai und Kiluanji Kia Henda sich mit achritektonischen Utopien befassten und auf den Friedhof reagierten. Und auf dem Dach des Pavillons balanciert die zauberhafte goldene Kugel von Ana Roldàn, deren Titel Geniessen Sie die Stille ebenso als Aufforderung an die Besucher wie als schelmische Botschaft an die Toten verstanden werden kann. Auf Intervention aus der Quartierbevölkerung kam es zum Ankauf des Werks durch die Versicherung Schweizerische Mobiliar, so dass Roldáns Kugel dauerhaft installiert wurde.